# Ontur
Ontur est une commune d'Espagne de la province d'Albacete dans la communauté autonome de Castille-La Manche.

## Administration
| Période                                  | Période | Identité | Étiquette | Qualité |
| ---------------------------------------- | ------- | -------- | --------- | ------- |
|                                          |         |          |           |         |
| Les données manquantes sont à compléter. |         |          |           |         |

## Économie
Le village vit essentiellement de l'agriculture (vigne, amandes et olives).

## Culture
Ce petit village est également connu pour ses poupées datant de l'époque romaine et découvertes dans un château à Ontur(poupées visibles dans un musée à Albacete).

## Personnages liés au village
Francisco Amorós López, footballeur du FC Barcelone, est né en 1921 à Ontur.